# مسافری از هند
مسافری از هند یک مجموعه تلویزیونی ایرانی به کارگردانی قاسم جعفری و تهیه‌کنندگی صدیقه صحت، محصول سال ۱۳۸۲ شبکهٔ سه است.

## داستان
رامین نادری (سروش گودرزی) برای درس خواندن به هندوستان می‌رود. او که قرار است با دختر دایی خود پروانه (الهام حمیدی) ازدواج کند، با دختری هندی به نام سیتا (شیلا خداداد) آشنا می‌شود و او را برای ازدواج به ایران می‌آورد، اما ورود سیتا به ایران مشکلاتی را به وجود می‌آورد.

## بازیگران
- شیلا خداداد در نقش سیتا، نامزد رامین
- سروش گودرزی در نقش رامین، برادر کتی و برادر ناتنی فرزاد پسر فروغ و منصور، نامزد سیتا، نامزد سابق پروانه
- حمید گودرزی در نقش فرزاد، پسر منصور و سیمین، عاشق پروانه، برادر ناتنی رامین و کتی
- نسرین مقانلو در نقش سیمین، مادر فرزاد، همسر منصور
- شیرین بینا در نقش فروغ، مادر کتی و رامین، همسر منصور برادر جلال، عمه پروانه
- الهام حمیدی در نقش پروانه، دختر جلال، برادرزاده فروغ
- عنایت شفیعی در نقش دایی جلال، برادر فروغ، پدر پروانه، دایی کتی و رامین
- مجید مشیری در نقش منصور نادری (پدر رامین، فرزاد، کتی، همسر فروغ و سیمین)
- ایرج نوذری در نقش عموی سیتا
- بهنوش طباطبایی در نقش کتی، نامزد سابق آرش، خواهر رامین و فرزاد، دختر فروغ و منصور
- فرزاد حسنی در نقش آرش، نامزد کتی
- علی‌رام نورایی در نقش وکیل شرکت
- علی جاویدفر در نقش شریک سابق منصور
- زهره فکورصبور در نقش دوست سیتا
- کامران فیوضات در نقش آبدارچی شرکت
- حسن اسدی در نقش شوهر دوست سیتا
- توران قادری در نقش عمه حوری
- فلور نظری در نقش زن عموی سیتا
- سیامک قاسمی در نقش افسر تحقیق
- داریوش سلیمی در نقش محافظ عموی سیتا
- شبنم معززی در نقش دوست سیمین
- فرحناز منافی ظاهر در نقش مادر سیتا

## حواشی
- مجموعه تلویزیونی مسافری از هند با ۹۶٪ بیننده، پربیننده‌ترین مجموعه تلویزیونی پس از انقلاب در تلویزیون ایران بوده است.[۲]
- برای اولین بار پس از انقلاب ایران یک ترانهٔ هندی در یک تیتراژ تلویزیونی شنیده شد و آلبوم موسیقی مسافری از هند نیز منتشر شد.[۳][۴]
- امام زاده‌ای که بخشی از مجموعه تلویزیونی در آنجا تصویربرداری شده بود به «امام زاده سیتا» معروف شده است."[۵]
- این مجموعه تلویزیونی بارها از شبکه‌های مختلف تلویزیونی پخش شده است.[۶][۷][۸]